# パナマ湾

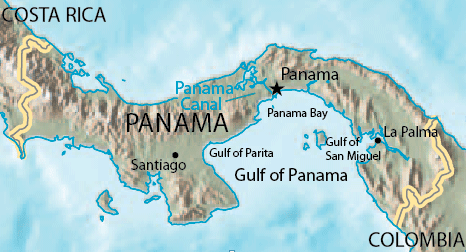
パナマ湾

パナマ湾（Golfo de Panamá）は、パナマ南部、太平洋岸の湾。幅は250km、最深部は220m、面積は2,400km²に及ぶ。パナマ運河はパナマ湾、カリブ海と大西洋を結ぶ。パナマの首都パナマ市は湾に面する主要都市の中心である。湾の西側はアスエロ半島。
パナマ湾はそれ自身がさらに小規模の湾を含む。北部にパナマ湾（Bahía de Panamá）、西部にパリータ湾（Golfo de Parita）、東部にサン・ミゲル湾（Golfo de San Miguel）が存在する。湾にはいくつかの小島が存在し、パナマ市、ラ・パルマ、チトレーといった重要な港がある。ラス・ペルラス諸島は200以上の島々から成り、湾の東に位置する。
パナマ最大の川であるトゥイラ川はサン・ミゲル湾に流入する。
北部のパナマ湾（Bahía de Panamá）一帯には三角江、Avicennia bicolorやPelliciera rhizophoraeなどのマングローブ、森林、湿地、淡水湖が広がり、熱帯果樹のAnnona spragueiおよびヒメハマシギ、ミズカキチドリ、オオホウカンチョウ、ジェフロイクモザル、ベアードバク、オオアリクイなどが生息している。2003年にラムサール条約登録地となった。